# Michael Cocks
Michael Francis Lovell Cocks (19 août 1929 - 26 mars 2001) est un homme politique du parti travailliste au Royaume-Uni.

## Biographie
Cocks est né à Leeds et fait ses études au George Watson's College, à Édimbourg, et à la Silcoates School, à Wakefield. Après avoir obtenu un BSc à l'Université de Bristol il devient professeur de géographie et donne ensuite des conférences à Bristol Polytechnic .
Il se présente à Bristol West en 1959 et South Gloucestershire en 1964 et 1966. Il est député de Bristol South de 1970 à 1987, après avoir été désélectionné en tant que candidat en 1986 et remplacé par Dawn Primarolo.
Pendant son séjour à la Chambre des communes, Cocks est whip travailliste du gouvernement et dans l'opposition, en tant que whip en chef de 1976 à 1985.
Cocks est créé pair à vie le 6 octobre 1987, devenant baron Cocks de Hartcliffe, de Chinnor dans le comté d'Oxfordshire et est vice-président de la BBC de 1993 à 1998.
Il est également vice-président de la London Docklands Development Corporation. En tant que whip en chef du gouvernement de 1976 à 1979, il avait pour tâche d'assurer les majorités gouvernementales pour un gouvernement minoritaire .
Cocks et sa première femme Janet, qu'il épouse en 1954, se séparent en 1976. Il est marié à Valerie Davis de 1979 jusqu'à sa mort en 2001 .